# Fô (République centrafricaine)
Fô ou Fo Bounga, est une localité et une  commune rurale de la préfecture de Nana-Mambéré, en République centrafricaine. 

## Géographie
La commune de Fô s’étend à l’est de la ville de Baboua, La plupart des villages sont situés sur l’axe Bouar-Baboua route nationale RN3, et d’autre part suivant l’axe Gallo-Bouya - Abba au sud.
|        |      | Béa-Nana        |
| Baboua | Fô   | Bingué          |
|        | Abba | Zotoua-Bangarem |

## Villages
Les principaux villages de la commune sont : Fô, Gallo, Lokoti-Bangui et Fambélé.
En 2003, la commune rurale compte 27 villages recensés : Barde, Barkama, Belanga, Brousse, Deya, Fambélé, Fambélé Sarki, Fiokoro, Fô, Fo Haoussa, Gallo Bouya, Gallo Haoussa, Garga Mbongo, Gbaboua, Kpambeta, Kpokea, Lokoti Bangui, Lokoti Haoussa, Magnawa, Meya Mborguene, Ndaindai, Nenefio, Noutowena, Sacza, Ya-Gounte, Zaoro Ndongue, Zembe.

## Éducation
La commune compte 4 écoles publiques à Gallo, Lokoti-Bangui, Fambélé et Garga-Mbongo et une école privée à Bardé.